# Halimuraenoides
Halimuraenoides is een monotypisch geslacht van straalvinnige vissen uit de familie van dwergzeebaarzen (Pseudochromidae). Het geslacht is voor het eerst wetenschappelijk beschreven in 1985 door Mauge & Bardach.

## Soort
- Halimuraenoides isostigma Maugé & Bardach, 1985